# 纳高区
纳高区是缅甸佤邦勐能县下辖的一个区。

## 地理
纳高区位于勐能县西部，南接邦阳区，东邻弄切区，北接曼相区，西与缅甸中央政府控制区隔萨尔温江相望。

## 行政区划
纳高区下辖4乡：
- 纳高乡（Eung' Na' Kao'）
- 南切乡
- 温基乡
- 翁龙乡：曼松村